# Selliguea cruciformis
Selliguea cruciformis är en stensöteväxtart som först beskrevs av Ren-Chang Ching, och fick sitt nu gällande namn av Fraser-jenk. Selliguea cruciformis ingår i släktet Selliguea och familjen Polypodiaceae. Inga underarter finns listade.